# Sonja Aldén
Sonja Aldén (St Albans, 20 dicembre 1977) è una cantante svedese.
Ha partecipato a quattro edizioni del Melodifestivalen (2006, 2007, 2012 e 2020).

## Discografia
- 2007 - Till dig
- 2008 - Under mitt tak
- 2008 - Our Christmas (collaborativo con Sanna Nielsen e Shirley Clamp)
- 2010 - Vår jul (collaborativo con Sanna Nielsen e Shirley Clamp)
- 2012 - I gränslandet
- 2013 - I andlighetens rum
- 2014 - Jul i andlighetens rum
- 2017 - Meningen med livet